# Saimaan Pallo

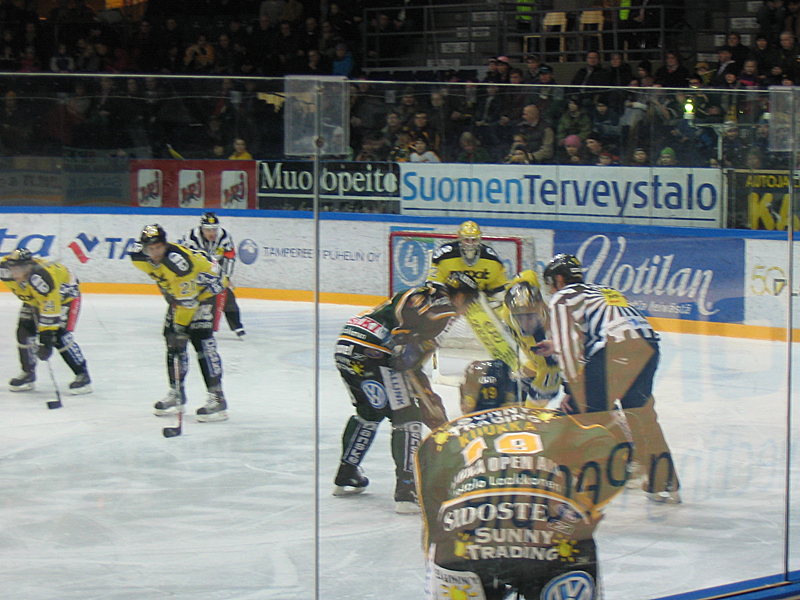
SaiPa i gult möter Ilves i grönt.

Saimaan Pallo eller SaiPa är en ishockeyklubb i Villmanstrand i Finland. Klubben grundades 1948 även om de började med ishockey först 1953. Laget har hoppat från första division till högsta serien många gånger under sin livstid och sin största framgång fick de 2025 då de nappade silvermedaljen i ligan.
SaiPas hemmahall heter Kisapuisto och rymmer 4 847 åskådare.

## Frysta nummer
- 3 Lalli Partinen
- 8 Ville Koho
- 9 Petri Skriko
- 20 Heikki Mälkiä